# Рајхсмарка
Рајх марка или рајхмарка, је била валута у Немачкој од 1924. до 1948. године. Симбол за рајхмарку је био ℛℳ. 1 рајхмарка састојала се од 100 рајхпфенига.
Уведена је у употребу као трајна замена за папирмарку због хиперинфлације у Немачкој са почетка 1920их.
Курс размене био је једна рајхмарка за 1.000.000.000.000 (један билион) папирмарака.
За време Другог светског рата у Европи, Немачка је установила фиксни курс са валутама покорених земаља.
| Валута                      | датум постављања | вредност у     |
| --------------------------- | ---------------- | -------------- |
| Белгијски франак            | 1940.            | 0.1 па 0.08    |
| Бохемијска и Моравска круна | 1939.            | 0,1            |
| Бугарски лев                | 1940.            | 0.03           |
| Данска круна                | 1940.            | 1              |
| Француски франак            | мај 1940.        | 0.05           |
| Италијанска лира            | 1943.            | 0.1            |
| Луксембуршки франак         | 1940.            | 0.25 па 0.1    |
| Холандски гулден            | 1940.            | 1.5 па 1,327   |
| Норвешка круна              | 1940.            | 0.6            |
| Пољски злот                 | 1939.            | 0.5            |
| Фунта стерлинг              | 1940.            | 5 (иницијално) |
| НДХ куна                    | 1941.            | 0.05           |
| Словачка круна              | 1939/1940.       | 0.1/0.086      |
| Украјински кабарованец      | 1942.            | 0.1            |